# Канюков, Владимир Яковлевич
Владимир Яковлевич Канюков (8 января 1926, Синькасы, Ядринский уезд — 18 мая 1983, Чебоксары) — советский чувашский учёный-литературовед, кандидат филологических наук (1954).

## Биография
Родился 8 января 1926 года в деревне Синькасы Ядринского уезда, ныне Аликовского района Республики Чувашия, в семье крестьянина-середняка.
Окончил Яндобинскую неполную среднюю школу и Калининское педагогическое училище (Калининский район Чувашской АССР). В 1943 году был призван в Красную армию, принимал участие в Великой Отечественной и Советско-японской войнах. Служил радиотелеграфистом на 2-м Дальневосточном фронте, некоторое время был писарем в штабе Забайкальского военного округа. Участвовал в Маньчжурской операции.
После демобилизации из армии поступил на историко-филологический факультет Чувашского государственного педагогического института (ЧГПИ), который окончил в 1950 году. Остался работать в этом же вузе (1950—1967 годы) и одновременно — в НИИ языка, литературы, истории и экономики при Совете Министров Чувашской АССР (1953—1961). С 1967 года В. Я. Канюков работал в Чувашском государственном университете, где был деканом историко-филологического факультета, а также заведующим кафедрами чувашской литературы и языка (с 1971 года) и чувашской литературы (с 1975 года). В 1954 году защитил кандидатскую диссертацию на тему «Основные этапы развития чувашской детской литературы (от возникновения до 1941 года)». Был членом КПСС.
Член Союза писателей СССР с 1964 года. Принимал участие в подготовке 6-томного «Собрания чувашского фольклора», автор нескольких книг. Составлял программы и учебники для чувашских школ по родной литературе для восьмого (1962) и седьмого (1973) классов.
Умер 18 мая 1983 года в Чебоксарах.

### Семья
- жена — А. С. Канюкова, языковед, кандидат филологических наук[5].

## Награды, премии
Награждён медалями, в числе которых «За победу над Японией» (1946). Заслуженный работник культуры Чувашской АССР (1976). Посмертно был удостоен Государственной премии Чувашской АССР имени К. В. Иванова (1988).

## Память
В «Государственной книжной палате Чувашской Республики» хранятся более 30 книг В. Я. Канюкова.